# Tom Flores

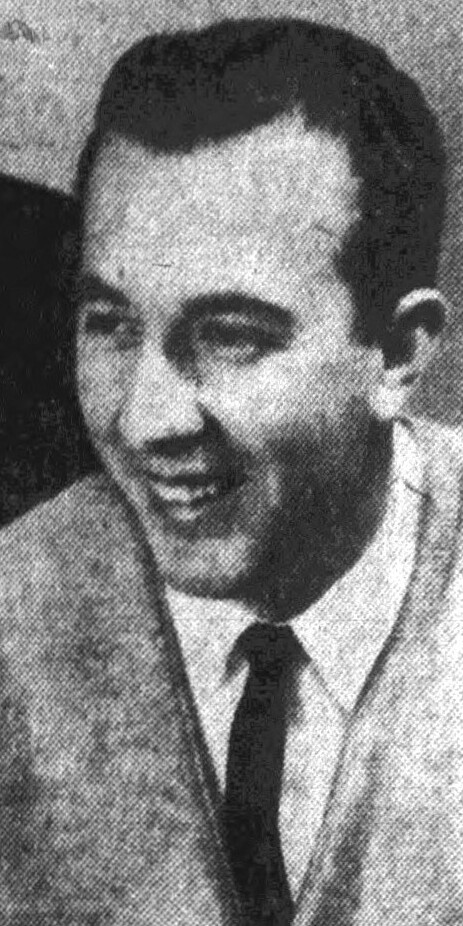
Tom Flores

Thomas "Tom" Raymond Flores (nascido em 21 de março de 1937) é um mexicano-americano que é ex-treinador e jogador de futebol americano.
Ele e Mike Ditka são as duas únicas pessoas na história da National Football League a ganhar um Super Bowl como jogador, assistente técnico e treinador (Super Bowl IV como jogador dos Chiefs, Super Bowl XI como treinador adjunto dos Raiders e Super Bowl XV e Super Bowl XVIII como treinador dos Raiders). Flores também foi o primeiro quarterback hispânico e o primeiro treinador minoritário na história do futebol americano profissional a ganhar um Super Bowl.
Até sua demissão em 2018, Flores serviu como locutor de rádio da Raiders Radio Network. Flores foi eleito para o Pro Football Hall of Fame em fevereiro de 2021.

## Carreira como jogador
Flores jogou como quarterback por duas temporadas no Fresno City College, começando em 1955. Ele era ativo também fora do campo, atuando no Conselho Estudantil como Presidente dos Estudantes Associados. Ele recebeu uma bolsa acadêmica para estudar no Colégio (agora Universidade) do Pacífico. Flores se formou na Universidade do Pacífico em 1958, mas não conseguiu emprego no futebol americano profissional. 
Ele foi cortado pelo Calgary Stampeders da CFL em 1958, após o qual ele passou a temporada com os Salinas Packers da Pacific Football Conference, juntamente com seu futuro companheiro de equipe nos Raiders, transformado em wrestler profissional, Don Manoukian. Uma segunda tentativa de entrar no futebol americano profissional no Washington Redskins da National Football League (NFL), em 1959, também fracassou. 
Em 1960, Flores finalmente conseguiu uma vaga como quarterback no Oakland Raiders da NFL, que começou a jogar em 1960 como membro fundador da liga. Ele foi escolhido como titular no início da temporada, tornando-se o primeiro quarterback latino-americano no futebol americano profissional.
Flores teve sua temporada mais produtiva em 1966. Apesar de ter completado apenas 49,3% de suas tentativas de passes, ele passou para 2.638 jardas e 24 touchdowns em 14 jogos. Oakland o trocou com o Buffalo Bills em 1967. Depois de servir principalmente como reserva de Jack Kemp, ele foi dispensado pelos Bills após aquela temporada (uma jogada que se revelaria um erro, já que Kemp se machucaria em 1968 e a equipe não teria um reserva competente). Flores assinou com o Kansas City Chiefs em 1969, onde ele foi o reserva de Len Dawson no Super Bowl IV, que os Chiefs venceram. 
Ele se aposentou como jogador após a temporada de 1970. Ele era um dos vinte jogadores que estavam na AFL por toda a sua existência de dez anos. Ele é o quinto na história da AFL em passes.
Em 1988, Flores foi introduzido no Hall of Fame do Condado de Fresno. Em 2007, Flores foi introduzido no California Sports Hall of Fame. Em 2011, ele também foi introduzido no Hall of Fame da California Community College Athletic Association. Em julho de 2011, Flores recebeu o distinto Prêmio Roberto Clemente de Excelência Esportiva, concedido pelo Conselho Nacional de La Raza por contribuições na sociedade de um atleta hispânico. Em 2012, ele também foi introduzido no Bay Area Sports Hall of Fame.

## Carreira como treinador
Após passagens como assistente técnico no Buffalo Bills e Oakland Raiders (ele ganhou o Super Bowl XI como assistente técnico de John Madden), Flores tornou-se o treinador dos Raiders em 1979, após a aposentadoria de Madden. 
Em 1980, Flores liderou os Raiders para vencer o Super Bowl XV sobre o Philadelphia Eagles (27-10). Esta foi a primeira equipe vindo do wild card a vencer o Super Bowl e a única equipe a vencer quatro jogos de pós-temporada a caminho de um título até que o Denver Broncos realizou o mesmo feito em 1997. Flores então se mudou com a equipe para Los Angeles em 1982. Em 1983, Flores levou os Raiders para outra vitória no Super Bowl (XVIII) sobre o Washington Redskins (38-9). No total, o técnico Flores ganhou 8 de 11 (72,7%) jogos na pós-temporada. Ele foi nomeado Treinador do ano da AFC pela United Press International e pela Football Writer's Association em 1982.
Flores foi o primeiro treinador de minoria da NFL a ganhar um Super Bowl, vencendo duas vezes - Super Bowl XV com o Oakland Raiders e Super Bowl XVIII com o Los Angeles Raiders.
Depois de uma campanha de 5-10 na temporada de 1987, Flores mudou-se para o escritório dos Raiders, mas saiu depois de apenas um ano para se tornar o presidente e gerente geral do Seattle Seahawks. Ele voltou ao posto de treinador nos Seahawks em 1992, mas foi demitido na temporada de 1994, após três temporadas decepcionantes.
Suas 83 vitórias com os Raiders é a segunda maior marca na história da franquia, atrás apenas de Madden. Flores deixou o futebol profissional com uma campanha de 97-87 (52,7%), assim como uma campanha de 8-3 na pós-temporada, com duas vitórias no Super Bowl. 
Flores, Jimmy Johnson e George Seifert são os únicos treinadores elegíveis com duas dessas vitórias que não foram selecionados para o Pro Football Hall of Fame.

### Performance como treinador principal
| Time    | Ano     | Temporada regular | Temporada regular | Temporada regular | Temporada regular | Pós-Temporada | Pós-Temporada | Pós-Temporada                                               |
| Time    | Ano     | Vitória           | Derrota           | Empate            | Classificação     | Vitória       | Derrota       | Resultado                                                   |
| ------- | ------- | ----------------- | ----------------- | ----------------- | ----------------- | ------------- | ------------- | ----------------------------------------------------------- |
| OAK     | 1979    | 9                 | 7                 | 0                 | 4º na AFC West    | –             | –             | –                                                           |
| OAK     | 1980    | 11                | 5                 | 0                 | 2º na AFC West    | 4             | 0             | Campeão do Super Bowl XV.                                   |
| OAK     | 1981    | 7                 | 9                 | 0                 | 4º na AFC West    | –             | –             | –                                                           |
| RAI     | 1982    | 8                 | 1                 | 0                 | 1º na AFC         | 1             | 1             | Perdeu para New York Jets no Segundo Round da AFC           |
| RAI     | 1983    | 12                | 4                 | 0                 | 1º na AFC West    | 3             | 0             | Campeão do Super Bowl XVIII.                                |
| RAI     | 1984    | 11                | 5                 | 0                 | 3º na AFC West    | 0             | 1             | Perdeu para Seattle Seahawks no Wild Card da AFC            |
| RAI     | 1985    | 12                | 4                 | 0                 | 1º na AFC West    | 0             | 1             | Perdeu para New England Patriots no Divisional Round da AFC |
| RAI     | 1986    | 8                 | 8                 | 0                 | 4º na AFC West    | –             | –             | –                                                           |
| RAI     | 1987    | 5                 | 10                | 0                 | 4º na AFC West    | –             | –             | –                                                           |
| OAK/RAI | OAK/RAI | 83                | 53                | 0                 |                   | 8             | 3             |                                                             |
| SEA     | 1992    | 2                 | 14                | 0                 | 5º na AFC West    | –             | –             | –                                                           |
| SEA     | 1993    | 6                 | 10                | 0                 | 5º na AFC West    | –             | –             | –                                                           |
| SEA     | 1994    | 6                 | 10                | 0                 | 5º na AFC West    | –             | –             | –                                                           |
| SEA     | SEA     | 14                | 34                | 0                 |                   | –             | –             |                                                             |
| Total   | Total   | 97                | 87                | 0                 |                   | 8             | 3             |                                                             |

## Pós-Futebol americano
De 1997 até sua demissão em 2018, Flores foi comentarista ao lado do narrador Greg Papa na Raiders Radio Network.
Flores foi como treinador da equipe americana no  NFLPA Collegiate Bowl de 2011.

## Vida pessoal
Flores nasceu em 21 de março de 1937 em Fresno, Califórnia. O estádio de futebol da Sanger High School tem o nome de "Tom Flores Stadium" em homenagem a Flores, que se formou em Sanger. Ele dirige a Fundação Juvenil Tom Flores, que beneficia crianças no distrito da Escola Sanger nos campos da arte, ciência e esportes. 
Em 1961, Flores se casou com Barbara Fridell. Juntos, eles têm filhos gêmeos e uma filha, três netos e duas netas. 
Flores possui um doutorado honorário da Pepperdine University de serviço humanitário. Sua biografia “Fire in the Ice Man” foi lançada em 1992. Flores também é co-autor de “Tales of the Oakland Raiders” (2002). Tom ainda está envolvido com os Raiders em vários eventos.